# 瀬田済之助
瀬田 済之助（せた さいのすけ、生年不詳 - 天保8年2月22日〈1837年3月28日〉）は、江戸幕府の幕臣、大坂東町奉行所の与力。大塩平八郎の門人で、大塩平八郎の乱の主謀者の1人。大塩とは遠縁で、屋敷は大塩邸の東南隣。挙兵当時は25歳ばかりと伝わる。
養父の瀬田藤四郎も東町奉行所の与力で、大塩平八郎の三大功績の1つ・「キリシタン一件」の際に、大塩とともに事件の捜査を担当した。
乱の後に出された人相書きでは「年の頃25歳ばかり、色は青い方、背は高く肥えており、目は丸く大きい、月代は薄く、鼻は高く、眉毛は濃い」とある。

## 大砲の調達
大塩平八郎の乱で使用された大筒（大砲）の中には済之助が入手したものもあった。
百目筒1門は、天保7年11月に、済之助と同じ東町奉行所の与力・由比彦之進から借用したもので、「所蔵の大砲が破損しているので、調製するために由比の大砲を見本として貸して欲しい」という養父・藤四郎が書いた手紙を見せて依頼している。藤四郎と彦之進の亡父・助太夫は砲術の師弟関係だったこともあり、彦之進は快諾している。
また、砲術家であった藤四郎の顔見知りだった堺桜町の鉄砲鍛冶・芝辻長左衛門からは、新規に大筒を張り立てるので古筒があれば見せて欲しいと頼み、百目筒1門を借用している。
済之助は、平八郎の隠居所や大塩格之助の居間などで小泉淵次郎や渡辺良左衛門らとともに火薬の製造を行い、砲術の修練をしたという。
なお、彦之進や長左衛門は何度か催促したが、大筒は返却してもらえなかった。乱の後に町奉行所の吟味をうけることになった彼らは、無罪となったが、大砲は没収された。

## 大塩平八郎の乱
済之助は乱の前日（2月18日）、東町奉行所で、同志でもある小泉淵次郎と泊番（宿直）をしていた。しかし、翌19日、密訴を受けた跡部良弼の命で淵次郎は斬殺され、済之助は奉行所の塀を飛び越えて逃走した。
旧天満組惣年寄の今井克復は、19日早朝の六ツ時（午前6時ごろ）に、天満橋の付近で、髪を振り乱し跣足で刀を落とし差しにした済之助を目撃している。
大塩邸に駆け込んだ済之助は、計画が発覚したことを知らせ、平八郎は予定を早めて挙兵した。済之助は着込野袴に白木綿の鉢巻を締め、先陣・本陣・後陣の3陣に分かれた蜂起軍のうち後陣を率いた。

## 最期
乱が鎮圧され、参加者が散り散りになる中、大塩父子たち主謀者11名は小舟に乗り込んで大川を上下した。大塩から逃げ延びるのは勝手次第と言われて次々離脱していき、済之助も若党の周次に暇を与えた。大塩平八郎・格之助父子と渡辺良左衛門、庄司儀左衛門、それに済之助の5人となった後、儀左衛門とは途中ではぐれた。
2月19日には、大塩父子や済之助たち乱の主謀者の人相書きが配布された。
2月22日、済之助の遺体が河内国高安郡恩智村の山内で当地の百姓により発見される。領主の稲葉正守の役所に遺体発見の報が届いた後、東町奉行所の役人・中村四郎五郎が出張して検死をし、済之助であることが確認された。死因は縊死だった。
済之助も大塩父子とは別れたようだが、いつどこで別れたか、また相談の上で別れたのか、はぐれたのかも記録には無い。百姓家で眠っていた時、家内や近辺の者たちが乱の残党とみて、まず両刀を取り上げ、捕縛しようとしたので済之助は逃走した。自ら縊死したのは、その後と見られる。
25日、塩詰にされた済之助の遺体は高原溜預りとなった。
済之助や大塩父子ら首謀者19名は、塩詰の死骸を三郷引廻しにされた上、磔となった。
大塩父子や済之助ら首謀者の存命の噂は彼らの死後も残り、天保9年（1838年）3月に江戸城西丸から出火した時は、大塩達か、または彼らに同調した者たちの仕業かと言われた。

## 関連人物
- 瀬田藤四郎 - 養父。大坂東町奉行所の与力だったが、足腰不自由となり、隠居していた。乱当時には、河内国に難を逃れていた。投獄され、吟味中に病死。死体は取り捨てとなる[注釈 12][17]。
- りやう - 妻。乱の当時、26歳。大坂東町奉行所与力・工藤佐之助（左之助）の妹。乱の際に、済之助から身を隠すように命じられ剃髪して身を隠していたが、後に捕らえられ、押込め50日を申し受けられる[注釈 13]。
- やす - 娘。乱の当時、5歳。「七歳未満」であることを理由に罪には問われず（「相糺不申候」）[注釈 14]。
- 寺西彦四郎 - 実父。大坂東町奉行所与力。乱以前に死去[注釈 15]。
- 寺西文左衛門 - 実兄。大坂東町奉行所与力。乱の当時30歳[注釈 16]。
- せつ - 実姉。寺西芳之助の妻。乱の当時29歳[注釈 17]。
- とさを - 実妹。乱の当時25歳[注釈 18]。
- 植松周次 - 若党。松平甲斐守家来・植松太右衛門の子。乱に参加した後、天保8年3月24日に京都で捕まる。同年5月18日に病死。刑罰は引廻しの上獄門[注釈 19][18]。
- 浅佶 - 中間。丹州美濃田村の重助の子。済之助たちと別れた後、偶然再会した周次と同行するが、再びはぐれる。天保8年3月18日に捕縛された後、同年5月11日に病死。引廻しの上獄門の判決を受ける[注釈 20][19]。
- 茨田郡士 - 河州茨田郡門真三番村の百姓。首謀者の1人として、済之助たちとともに塩詰の死骸を磔にされる。郡士の父・栄武は瀬田家から入り婿した[20]。